# Сарненская епархия
Са́рненская епархия — епархия Украинской православной церкви, объединяет приходы и монастыри на территории Березновского, Владимирецкого, Дубровицкого, Заречненского, Костопольского, Ракитновского и Сарненского районов Ровенской области.
Кафедральный город — Сарны. Кафедральные соборы — Покровский (Сарны), Преображенский (Вараш).

## История
Создана 30 марта 1999 года решением Священного синода Украинской православной церкви выделением из Ровенской ввиду большого количества приходов, для удобства и большей пользы духовного окормления. Со дня учреждения епархией управляет Анатолий (Гладкий).
Храмы на территории Сарненской епархии в основном новые, построенные на средства прихожан.
7 декабря 2018 года решением Священного синода Украинской православной церкви титул архиерея был изменён из «Сарненский и Полесский» на «Полесский и Сарненский».

## Монастыри
- Монастырь в честь Волынской иконы Божией Матери в с. Серники (женский)
- Монастырь в честь иконы Божией Матери «Живоносный Источник» в с. Масевичи (мужской)
- Монастырь в честь Иверской иконы Божией Матери в с. Глинное (женский)
- Монастырь в честь Покрова Пресвятой Богородицы в с. Хотынь (мужской)
- Монастырь в честь Покрова Пресвятой Богородицы в с. Великие Ципцевичи (мужской)
- Монастырь в честь Рождества Иоанна Предтечи в с. Тутовичи (женский)